# Constitución Política de la República Peruana de 1834
La Constitución Política de la República Peruana de 1834 fue la cuarta carta magna del Perú, que fue discutida y aprobada por la Convención Nacional, nombre que adoptó un Congreso Constituyente que se reunió en Lima entre 1833 y 1834. Fue promulgada el 10 de junio de 1834 por el presidente provisorio de la República, general Luis José de Orbegoso. De carácter liberal, fue solo en realidad una enmienda o corrección de ciertos artículos de la Constitución de 1828, tratando de limitar los excesos del caudillismo militarista. Otro de sus propósitos fundamentales fue allanar legalmente el camino de la federación del Perú con Bolivia, tema entonces de candente actualidad. Solo estuvo en vigencia poco menos de un año, debido a las convulsiones políticas que se desataron en el Perú, previo al establecimiento de la Confederación Perú-Boliviana.

## Antecedente
Los legisladores que redactaron la Constitución liberal de 1828, habían acordado que luego de cinco años debía reunirse una Convención Nacional con la misión de hacer una reforma constitucional de manera total o parcial. En el mismo texto constitucional quedó consignada tal disposición:

Art. 177º.- En julio del año de mil ochocientos treinta y tres se reunirá una Convención Nacional, autorizada para examinar y reformar en todo o en parte esta Constitución.

La razón que arguyeron los legisladores de 1828 era que en el lapso de cinco años la experiencia daría mejores ideas para administrar la República y por lo tanto al cumplirse dicho período sería necesario realizar cambios o reformas. Aunque en realidad, el principal interés de dichos legisladores era dar tiempo para la instalación de un régimen federal, vista la factible federación con la república vecina de Bolivia. Debemos señalar que la República Peruana nació bajó una estructura unitaria, aunque buena parte de sus primeros legisladores simpatizaban con el régimen federal. El unitarismo se impuso por cuestiones prácticas.

## Reunión de la Convención Nacional (1833-34)

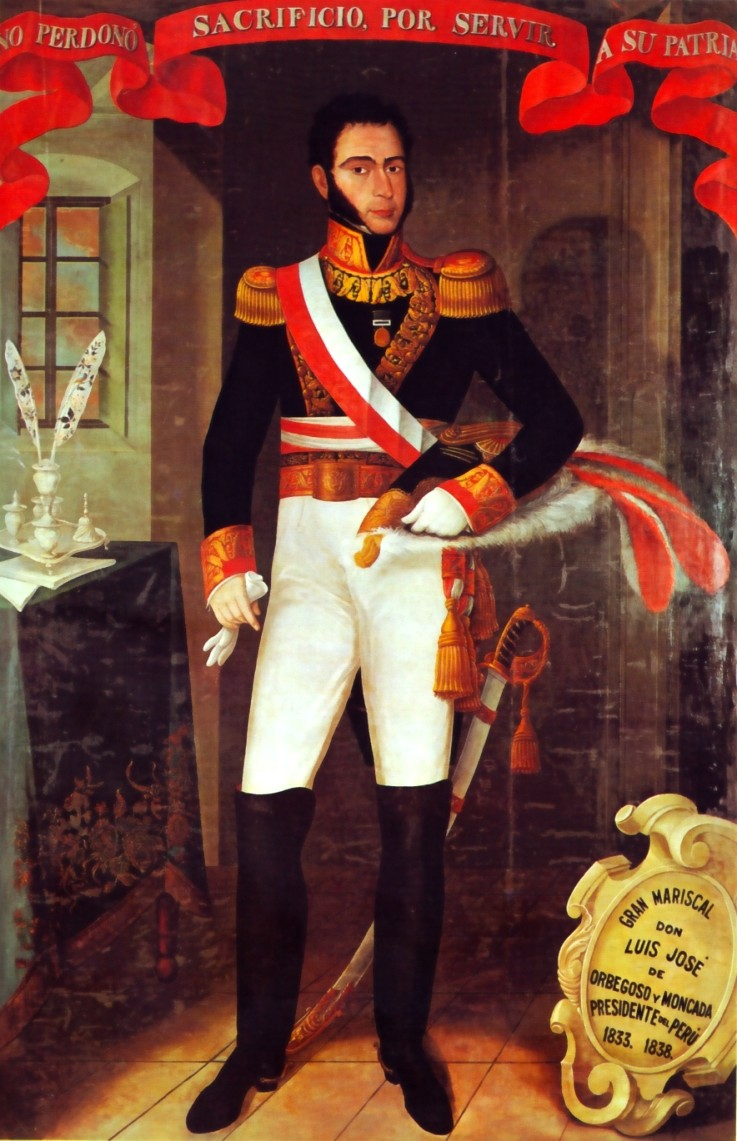
Luis José de Orbegoso

Culminado el plazo de cinco años en 1833, el mandato de la reforma constitucional debía ser cumplido. Gobernaba entonces el general Agustín Gamarra, cuyo período presidencial ya vencía, por lo que las elecciones de los miembros de la Convención Nacional coincidieron forzosamente con las elecciones para Presidente y para un Congreso Extraordinario. Sin embargo, mientras que las elecciones de los convencionales se realizaron sin mayor problema, las elecciones presidenciales y parlamentarias se frustraron por una serie de dificultades.
La Convención Nacional se instaló en Lima el 12 de septiembre de 1833. Fue elegido como su primer presidente el ciudadano Francisco de Paula González Vigil. Luego ocupó dicho cargo el famoso clérigo Francisco Xavier de Luna Pizarro, quien por efecto de sucesivas elecciones mensuales, lo ejerció del 12 de diciembre de 1833 hasta el 12 de marzo de 1834. Tanto Vigil como Luna eran liberales, con lo que quedó evidente que dicha ideología sería la dominante en la Convención Nacional.
Quedaba pendiente el problema de la sucesión presidencial, pues el período de Gamarra vencía el 20 de diciembre de ese año, y aunque los convencionales limitaron sus trabajos al proyecto de Constitución, entraron en pugna con el poder ejecutivo. El conflicto aparentemente quedó resuelto cuando Gamarra comunicó el 18 de diciembre a la Convención Nacional su propósito de dejar el mando en el periodo señalado por la Constitución. La Convención Nacional procedió entonces a la elección de un Presidente Provisorio, siendo el elegido el general Luis José de Orbegoso, militar de temple civil, cuyo débil carácter lo hacía susceptible a las influencias de los políticos más experimentados. Se acordó también la prórroga de la Constitución de 1828, hasta que fuese concluida su reforma.

## El trabajo de la Convención Nacional

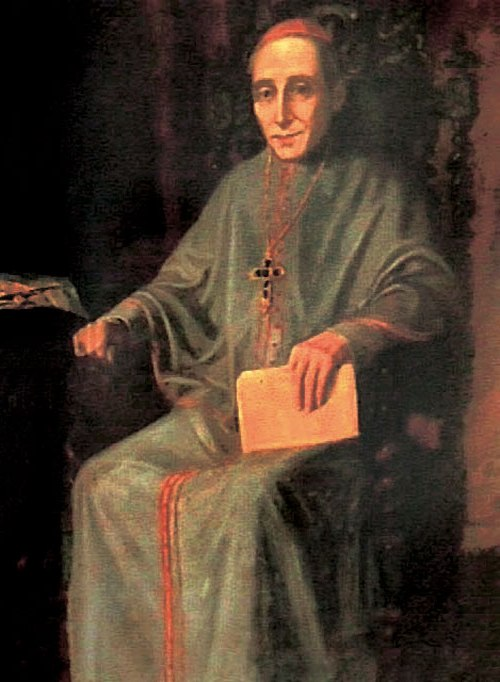
Francisco Javier de Luna Pizarro, presidente de la Convención Nacional (1833-34).

Las labores de la Convención Nacional debieron efectuarse en medio de una grave crisis política, pues a poco de la elección de Orbegoso estalló la guerra civil de 1834. En esa ocasión, los partidarios del general Gamarra, dirigidos por el general Pedro Pablo Bermúdez y por La Mariscala, se alzaron contra el gobierno. Finalizó la guerra con el abrazo de Maquinhuayo, en que ambos bandos se reconciliaron, quedando reconocida la autoridad de Orbegoso.
Los convencionales orientaron su labor a prevenir, al menos en el papel, los excesos del autoritarismo militar. El texto constitucional estipuló que el presidente no fuese reelegido sino después de transcurrir un período, eliminó el cargo de vicepresidente y acentuó la influencia del poder legislativo. Reflejó también el impacto producido por el levantamiento del general Bermúdez, estableciendo en su artículo 173 que:

Si alguno usurpare el ejercicio del poder ejecutivo por medio de la fuerza pública o de alguna sedición popular, por el sólo hecho pierde los derechos políticos, sin poder ser rehabilitado. Todo lo que obrare será nulo, y las cosas volverán al estado en que se hallaban antes de la usurpación, luego que se restablezca el orden.

## Promulgación
La Constitución fue promulgada el 10 de junio de 1834. Era la cuarta carta política peruana dada en once años y la tercera de carácter liberal (después de la de 1823 y la de 1828). Pese al optimismo y algarabía con que los legisladores dieron por concluida su labor, hubo quienes como Luna Pizarro no quedaron contentos del todo, pues consideraron que la prisa con que se hizo los cambios constitucionales impidió dar un necesario pulimento a los mismos.

## Contenido
Constaba de 187 artículos (más 13 de disposiciones transitorias), ordenados en once títulos.
- Título I: De la nación y de su religión.
- Título II: De ciudadanía.
- Título III: De la forma de gobierno.
- Título IV: Del poder legislativo.
  - Cámara de Diputados.
  - Cámara de Senadores.
  - Funciones comunes a las dos cámaras y prerrogativas de sus individuos.
  - Atribuciones del Congreso.
  - Formación y promulgación de las leyes.
- Título V: Poder ejecutivo.
  - Ministros de Estado.
  - Del Consejo de Estado.
- Título VI: Poder judicial.
  - Corte Suprema de Justicia.
  - Cortes Superiores de Justicia.
  - Jurados de 1ª. Instancia
  - De la administración de justicia.
- Título VII: Régimen interior de la República.
  - Municipalidades.
- Título VIII: Fuerza pública.
- Título IX: Garantías constitucionales.
- Título X: Disposiciones generales.
- Título XI: Observancia y reforma de la Constitución.
- Disposiciones transitorias.

## Principales variantes
Como ya quedó dicho, esta Constitución fue solo una enmienda o corrección de ciertos artículos de la Constitución liberal de 1828, con el propósito de facilitar la federación con Bolivia y contener los excesos del caudillismo militarista. Veamos sus principales variantes:
- Se borró la parte final artículo 2 de la Constitución de 1828, en donde se prohibía la unión o federación del Perú con otro estado. El artículo antiguo decía así:

Art. 2.- La Nación Peruana es para siempre libre e independiente de toda potencia extranjera. No será jamás patrimonio de persona o familia alguna; ni admitirá con otro Estado unión o federación que se oponga a su independencia.

 En la nueva Constitución dicho artículo quedó resumido así:

Art. 1.- La nación peruana es independiente; y no puede ser patrimonio de persona ó familia alguna.

 Luna Pizarro fue el autor de este cambio, pues estaba convencido de que era necesaria la unión de Perú y Bolivia bajo el mando del general Andrés de Santa Cruz.
- Se aumentó el número de senadores, que serían cinco por departamento (antes eran solo tres).
- Las cámaras legislativas (senadores y diputados) se renovarían por mitades cada dos años (según la anterior Constitución, la de senadores se renovaba por tercios y la de diputados por mitades).
- Se omitieron las Juntas Departamentales, organismos que habían caído en desprestigio. En su lugar se fortalecieron las Municipalidades, que deberían existir en las capitales de departamento y de provincia.
- Se suprimió el cargo de Vicepresidente de la República, a fin de impedir que la estabilidad del gobierno fuese escindida por la competencia entre los representantes del poder ejecutivo. Sin duda influyó en ello el mal antecedente del vicepresidente Antonio Gutiérrez de La Fuente.
- El Presidente del Consejo de Estado debía reemplazar al Presidente de la República, incluyendo en los casos que éste concluyera su mandato sin sucesor legal. Es decir, asumió la función que antes le correspondía al Vicepresidente.
- El Consejo de Estado estaría conformado por un grupo de consejeros, dos por cada uno de los departamentos, que el Congreso elegiría de dentro o fuera de su seno (en la anterior Constitución lo conformaban diez senadores). Este cuerpo ejercía atribuciones constitucionales durante el receso de las cámaras. Lo presidía uno de sus miembros (anteriormente lo presidía el vicepresidente de la República o el presidente del Senado).
- Se prohibió la reelección presidencial inmediata, debiendo transcurrir como mínimo un período presidencial para volver a postular. Se pretendía así hacer imposible todo deseo de continuidad y perpetuación en el poder (como en el caso de Gamarra).
- Quedó establecido el derecho del ciudadano peruano a reclamar ante el Congreso o el Poder Ejecutivo de cualquier infracción constitucional.
- Se hizo obligatorio el juicio de residencia para todo funcionario del Poder Ejecutivo al terminar su cargo.
- No reconoció ningún otro medio de asumir el poder ejecutivo, fuera de lo constitucionalmente establecido. Aquel que usurpase el poder mediante la fuerza pública o por sedición popular perdía automáticamente sus derechos políticos, sin poder ser rehabilitado, así como quedaba anulado todo lo que hubiera dictado estando en el poder. Era una disposición muy bien intencionada, inspirada sin duda en el reciente intento golpista del general Pedro Pablo Bermúdez. En la práctica no pasó más allá del papel, visto los gobiernos que se sucedieron en el Perú en esos años, nacidos prácticamente todos por la fuerza de las armas.

## Derogación
En la práctica, esta Constitución rigió menos de un año, debido a las convulsiones políticas que se desataron. El 12 de junio de 1835 se ordenó que tuviesen cumplimiento las ordenanzas generales del ejército, órdenes y bandos publicados; aunque se opusiesen a la Constitución.
Poco después se erigió la Confederación Perú-Boliviana, que impuso sus propias leyes. Caída la Confederación, debió ser puesta en vigencia la Constitución de 1834, pero fue declarada insubsistente por ley del 22 de agosto de 1839. En su lugar se impuso la Constitución conservadora discutida por el Congreso de Huancayo y promulgada a fines de ese año, bajo el segundo gobierno de Gamarra.